# José Justiniano dos Reis
Alferes José Justiniano dos Reis (Barbacena, 6 de agosto de 1775 - Jacuí, 21 de maio de 1809) foi um militar brasileiro.
Em 12 de fevereiro de 1807, juntamente com sua mulher Ana Teodora de Figueiredo, cognominada "Dona Indá", fez a doação do Sítio Ventania para a formação do Patrimônio da Capela de São Sebastião. Por isso é considerado o fundador da antiga freguesia de São Sebastião da Ventania, atual Alpinópolis, cidade brasileira de Minas Gerais, distante cerca de 30 km de Passos.

## Genealogia
O Alferes José Justiniano dos Reis casou-se, em 1797, com sua parenta Ana Teoodora de Figueiredo (1775- 1862), filha do Capitão-Mor José Álvares de Figueiredo - o fundador de Boa Esperança - e de Maria Vilela do Espírito Santo, esta neta da Ilhoa Júlia Maria da Caridade. 
- Ascendência

Era filho de Capitão Domingos dos Reis e Silva e de Andresa Dias de Carvalho; neto paterno de Domingos Gonçalves Fronteira (ou do Couto) e de Maria Gonçalves Tranquedo, neto materno de Jacó Dias de Carvalho e de Francisca Pereira da Silva, esta, filha de Manuel Pereira da Silva e de Joana Aires de Aguirre, neta materna de Diogo Aires de Aguirre e de Catarina Correia Lemos.
- Descendência

O Alferes José Justiniano dos Reis foi casado com sua prima Ana Teoodora de Figueiredo (1775- 1862), filha do Capitão-Mor José Álvares de Figueiredo - o fundador de Boa Esperança - e de Maria Vilela do Espírito Santo, esta neta da Ilhoa Júlia Maria da Caridade. Tiveram sete filhos.